# Éply
Éply és un municipi francès situat al departament de Meurthe i Mosel·la i a la regió del Gran Est. L'any 2007 tenia 297 habitants.

## Demografia

### Població
El 2007 la població de fet d'Éply era de 297 persones. Hi havia 113 famílies, de les quals 21 eren unipersonals (4 homes vivint sols i 17 dones vivint soles), 46 parelles sense fills i 46 parelles amb fills.
La població ha evolucionat segons el següent gràfic:
Habitants censats

### Habitatges
El 2007 hi havia 121 habitatges, 113 eren l'habitatge principal de la família, 5 eren segones residències i 3 estaven desocupats. 119 eren cases i 2 eren apartaments. Dels 113 habitatges principals, 91 estaven ocupats pels seus propietaris, 20 estaven llogats i ocupats pels llogaters i 2 estaven cedits a títol gratuït; 1 tenia dues cambres, 5 en tenien tres, 20 en tenien quatre i 87 en tenien cinc o més. 99 habitatges disposaven pel capbaix d'una plaça de pàrquing. A 40 habitatges hi havia un automòbil i a 64 n'hi havia dos o més.

### Piràmide de població
La piràmide de població per edats i sexe el 2009 era:
| Homes | Edats   | Dones |
| ----- | ------- | ----- |
| 0     | 95 o +  | 0     |
| 0     | 90 a 94 | 0     |
| 0     | 85 a 89 | 4     |
| 0     | 80 a 84 | 4     |
| 0     | 75 a 79 | 0     |
| 8     | 70 a 74 | 8     |
| 8     | 65 a 69 | 4     |
| 0     | 60 a 64 | 12    |
| 12    | 55 a 59 | 8     |
| 16    | 50 a 54 | 16    |
| 12    | 45 a 49 | 4     |
| 20    | 40 a 44 | 24    |
| 4     | 35 a 39 | 8     |
| 8     | 30 a 34 | 8     |
| 4     | 25 a 29 | 0     |
| 4     | 20 a 24 | 8     |
| 4     | 15 a 19 | 16    |
| 16    | 10 a 14 | 8     |
| 8     | 5 a 9   | 8     |
| 4     | 0 a 4   | 8     |

## Economia
El 2007 la població en edat de treballar era de 196 persones, 149 eren actives i 47 eren inactives. De les 149 persones actives 143 estaven ocupades (82 homes i 61 dones) i 6 estaven aturades (1 home i 5 dones). De les 47 persones inactives 18 estaven jubilades, 16 estaven estudiant i 13 estaven classificades com a «altres inactius».

### Ingressos
El 2009 a Éply hi havia 112 unitats fiscals que integraven 310 persones, la mediana anual d'ingressos fiscals per persona era de 21.266 €.

### Activitats econòmiques
Dels 7 establiments que hi havia el 2007, 1 era d'una empresa de fabricació d'altres productes industrials, 1 d'una empresa de comerç i reparació d'automòbils, 2 d'empreses de transport, 1 d'una empresa d'hostatgeria i restauració, 1 d'una entitat de l'administració pública i 1 d'una empresa classificada com a «altres activitats de serveis».
L'any 2000 a Éply hi havia 11 explotacions agrícoles.

## Fills il·lustres
- Georges Darmois (1888-1960), matemàtic i estadístic

## Poblacions més properes
El següent diagrama mostra les poblacions més properes.